# Federazione pallavolistica della Macedonia del Nord
La Federazione macedone di pallavolo (mkd.  Odbojkarska Federatsija Na Makedonija, OFNM) è un'organizzazione fondata per governare la pratica della pallavolo in Macedonia del Nord.
Organizza il campionato maschile e femminile, e pone sotto la propria egida la nazionale maschile e femminile.
Ha aderito alla FIVB nel 1993.